# Буколики
«Буко́лики» (лат. Bucolica), или «Экло́ги» (лат. Eclogae), — сборник стихотворений Публия Вергилия Марона, написанных в жанре «пастушеской поэзии». Был впервые опубликован предположительно в 39 году до н. э. Благодаря этому сборнику 30-летний Вергилий был признан лучшим поэтом своей эпохи. Впоследствии христиане увидели в IV эклоге «Буколик» предсказание рождения Иисуса Христа, благодаря чему Вергилий сохранял популярность в течение всего Средневековья. Ему подражали многие писатели Возрождения и эпохи барокко.

## История создания
Публий Вергилий Марон работал над «Буколиками» три года, закончив их предположительно к 39 году до н. э. Тогда он был ещё молодым человеком, принадлежавшим к литературному кружку неотериков. «Буколики» были основаны в том числе на автобиографическом материале, и Светоний даже утверждает, что Вергилий их написал, дабы «прославить» своих благодетелей — Публия Альфена Вара, Гая Азиния Поллиона и Гая Корнелия Галла (Поллиону могла принадлежать и сама идея сборника). Эти имена действительно упоминаются в эклогах. Поэт пишет:

Имя, о Вар, твоё — лишь бы Мантуя нашей осталась,

Мантуя, слишком, увы, к Кремоне близкая бедной, —

В песнях своих возносить до созвездий лебеди будут!
— Публий Вергилий Марон. Буколики IX, 27—29.
Вару посвящена и вся шестая эклога. Некоторые исследователи полагают, что этот нобиль рассчитывал на целую эпическую поэму в свою честь и что Вергилию пришлось извиняться перед ним за обманутые ожидания (именно так можно трактовать начало шестой эклоги). В десятой эклоге поэт оплакивает страдания Галла из-за несчастной любви, в четвёртой упоминает Поллиона, обещая наступление «золотого века» в год его консулата; наконец, в первой эклоге он говорит о «боге», который позволил пастуху Титиру остаться на родной земле в то время как другие пастухи уходят в изгнание. Уже античные комментаторы видели в Титире самого Вергилия, а в «боге» правителя Римской республики Октавиана.

## Содержание и проблема жанра
«Буколики» стали первым большим произведением Вергилия. Они написаны в новом для римской литературы того времени жанре «пастушеских стихов»: действие происходит в вымышленном идиллическом мире, на лоне природы, где простые пастухи говорят о любовных переживаниях, состязаются в пении, слушают рассказы о «золотом веке». Публий использовал в качестве источника стихи грека Феокрита, жившего в III веке до н. э., но только двумя веками позже ставшего известным широкой публике. Сначала он просто переводил своего предшественника (например, в III эклоге «Буколик» более 40 стихов из Феокрита), потом начал комбинировать разные переведённые отрывки и оригинальные тексты и, наконец, перешёл к созданию собственных вариаций на «пастушеские» темы. У Феокрита он взял ряд персонажей (Дафниса, Титира, Тирсиса, Амариллис, Коридона и других) и основные сюжетные коллизии, но действие перенёс из Сицилии и с острова Кос в Аркадию, которая в его изображении предстаёт как сказочная страна или даже условный «пейзаж души». Вопреки географии оттуда можно пешком добраться до Рима, там есть берег моря, неподалёку течёт река Минций (на этой реке стоит родная для поэта Мантуя), на полях одновременно пашут и жнут. Аркадийские пейзажи в «Буколиках» объединяют в себе обширные сады и пашни Галлии со скалами и горными рощами Сицилии.
Вергилиевы пастухи оказываются заметно более идеализированными и условными персонажами, чем герои Феокрита. Публий не изображает их быт, отказывается от комических мотивов, объединяет разных несхожих феокритовских персонажей в одного (например, угрюмых грубиянов Комата и Лакона с добродушными весельчаками Коридоном и Баттом), из-за чего становится невозможной чёткая прорисовка характеров. Образы усложняются, стиль становится менее непосредственным и более торжественным, что не вредит, впрочем, общей внутренней гармонии текста. Разные элементы феокритовой поэтики Вергилий организует по-новому и заставляет служить собственным целям: в его исполнении сборник стихотворений впервые оформляется как сложное единство, скреплённое смысловыми и формальными параллелями.

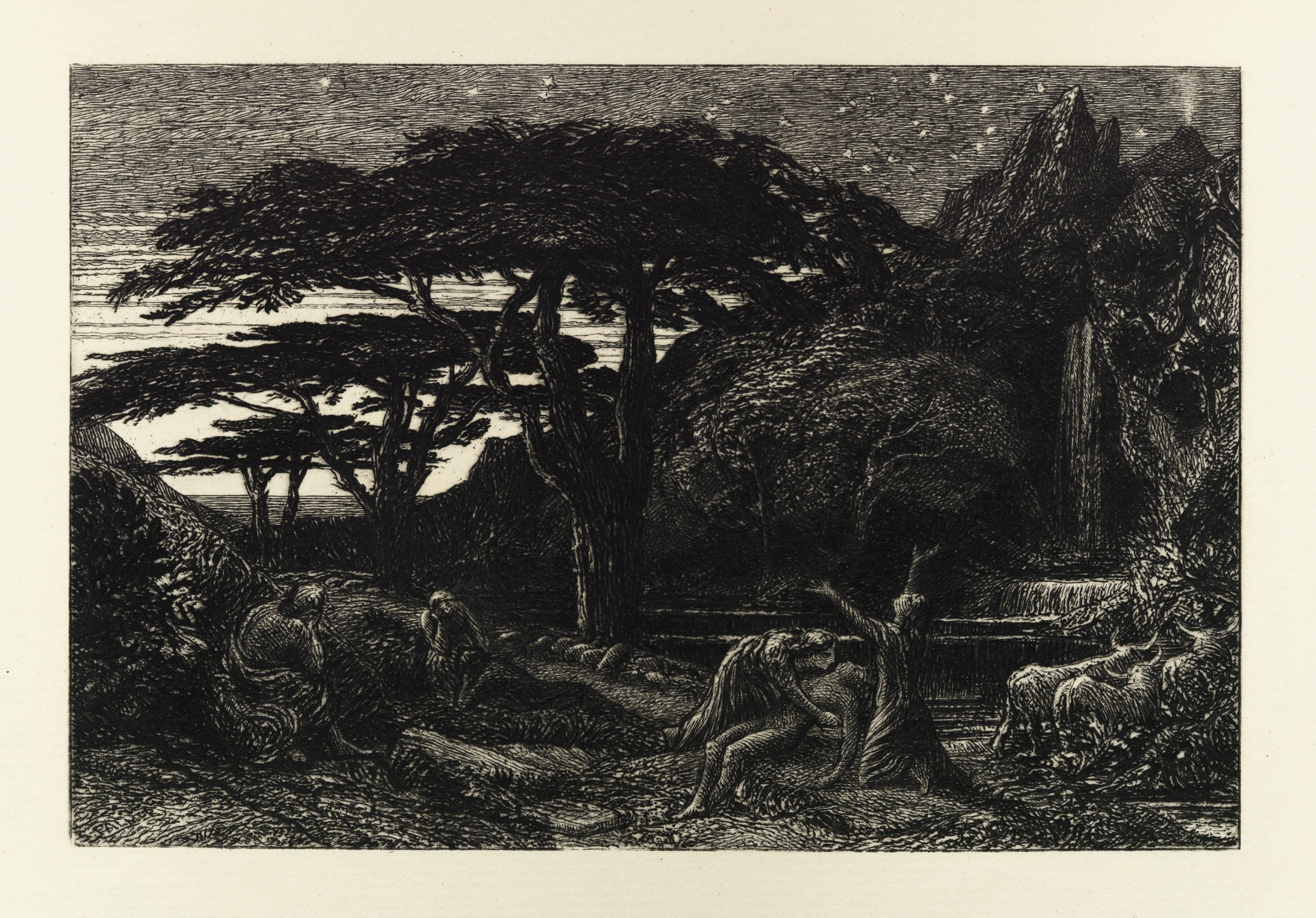
Сэмюэл Палмер, иллюстрация к «Буколикам»

Изначально эклоги выходили по отдельности, по мере написания, и каждая имела своё название по имени главного героя («Титир», «Алексис», «Палемон», «Поллион», «Дафнис», «Вар»/«Силен», «Коридон»/«Мелибей», «Колдунья», «Морис» и «Галл»). В 39 году до н. э. Вергилий объединил их для полного издания в новом порядке, сделав нечётными эклоги, написанные в форме диалогов, а чётными — написанные в повествовательной форме. Третья, пятая и седьмая представляют собой песенные состязания; в первой эклоге прощаются два пастуха, один из которых уходит в изгнание, и та же тема появляется в девятой; шестую эклогу объединяет с десятой фигура Гая Корнелия Галла, а с четвёртой — выражение автором благодарности Гаю Азинию Поллиону и Публию Альфену Вару. Во второй и восьмой герои сетуют на безответную любовь, в четвёртой и шестой речь идёт о будущем и прошлом соответственно, а в центральной, пятой эклоге, соединяются «земное и божественное»: там рассказывается о том, как юный Дафнис умирает и воскресает, становясь богом. В образе Дафниса комментаторы «Буколик», начиная с античной эпохи, видели Гая Юлия Цезаря, причисленного к богам в 42 году до н. э. В изображении Вергилия Дафнис/Цезарь становится богом для всего человечества, поскольку старается установить мир, а его сын Октавиан (в первой эклоге) — богом для поэта и пастухов, так как защищает их земли от чужого насилия. Лейтмотивом для всех «Буколик» является любовь, но Дафнис её преодолевает, чтобы дать автору повод признать, что высшим благом является мир («спокойствие»), и этот тезис подкрепляет соседняя, шестая эклога, в которой Пан приводит пастухам множество примеров гибельной страсти, взятых из мифологии.
Особое место в «Буколиках» занимает четвёртая эклога (по словам антиковеда Михаэля фон Альбрехта, «одно из самых благородных и глубокомысленных созданий мировой литературы»). В ней рассказывается о скором свершении древних пророчеств и начале «золотого века», связанном с рождением необычного младенца.

Круг последний настал по вещанью пророчицы Кумской,

Сызнова ныне времён зачинается строй величавый,

Дева грядёт к нам опять, грядёт Сатурново царство.

Снова с высоких небес посылается новое племя.

К новорождённому будь благосклонна, с которым на смену

Роду железному род золотой по земле расселится,

Дева Луцина!
— Публий Вергилий Марон. Буколики, IV, 4—10.
Этот ребёнок, по словам Вергилия, является сыном богов, но в то же время имеет земных родителей. Он будет владеть миром, и под его властью земля будет плодоносить сама, без человеческих усилий; львы не будут угрожать стадам, а герои ещё раз отправятся в Колхиду за золотым руном и возьмут Трою, после чего начнётся эпоха всеобщего благоденствия. Смысл этого стихотворения был тёмен уже для первых читателей, и появился ряд гипотез о том, что за ребёнок имеется в виду. Звучали предположения, что это один из сыновей Гая Азиния Поллиона (последнему посвящена IV эклога), ожидаемый, но так и не родившийся сын Октавиана от Скрибонии, сын Марка Антония от Октавии Младшей, сам Октавиан или его племянник Марк Клавдий Марцелл. В Средние века стало на время общепринятым мнение, что Вергилий предсказал рождение Иисуса Христа. Современные учёные полагают, что это была скорее метафора: в виде младенца поэт мог изобразить собственно «золотой век», Брундизийский мир, какое-то божество (греческое или восточное).
В целом «Буколики» стали оригинальным произведением, в котором был полностью переосмыслен опыт греческой «пастушеской» поэзии. Соединяя современность и сказочную Аркадию, элементы греческой и римской культур, идеализированных персонажей и реалистичные пейзажи , идиллические сюжеты и общее меланхолическое настроение, Вергилий смог создать нечто совершенно новое, продемонстрировал своё мастерство в выстраивании композиции и чувство стиля в сочетании с лёгкостью и задушевностью.

## Восприятие
Сразу после публикации «Буколики» сделали их автора очень популярным: известно, что их исполняли даже певцы со сцены. Гораций в те годы только начинал свой путь в литературе, а Гай Азиний Поллион и Гай Корнелий Галл уже отходили от поэзии, так что Вергилий был признан лучшим поэтом своей эпохи. Таковым он считался до самой смерти. Некто Нумиторий опубликовал сборник пародий «Антибуколики», но в целом книга Вергилия получила восторженный приём и у широкой публики, и у ценителей. В эпоху Раннего Средневековья «Буколикам» подражали Энделехий (около 400 года) и Модоин Отенский (IX век).
IV эклога «Буколик» получила новую трактовку у христианских мыслителей. В чудесном младенце, рождение которого возвестит начало «золотого века», они увидели Иисуса Христа, а в авторе эклоги соответственно пророка и праведника. Одним из первых понял это место как сообщение о «пришествии Сына Божьего» Лактанций (начало IV века). Император Константин Великий в «Слове, написанном к обществу святых» говорит о Вергилии как о «знаменитейшем поэте Италии», который «знал святую и преславную тайну о Спасителе», но был вынужден рассказывать о ней в туманных выражениях, чтобы не стать жертвой жестоких язычников. Христианские комментаторы увидели в вергилиевом пророчестве параллели с библейской «Книгой Исаии», в которой говорится: «Се, Дева во чреве приимет и родит Сына, и нарекут имя Ему: Еммануил. Он будет питаться молоком и мёдом, доколе не будет разуметь отвергать худое и избирать доброе». В нескольких стихах четвёртой эклоги (21—25) было найдено текстуальное совпадение с 11 главой «Книги Исаии»: «Тогда волк будет жить вместе с ягнёнком, и барс будет лежать вместе с козлёнком; и телёнок, и молодой лев, и вол будут вместе, и малое дитя будет водить их. И корова будет пастись с медведицею, и детеныши их будут лежать вместе, и лев, как вол, будет есть солому. И младенец будет играть над норою аспида, и дитя протянет руку свою на гнездо змеи».
Благодаря такому пониманию IV эклоги Вергилия начали считать предхристианским поэтом и пророком. В этом качестве поэта изображали в церквях вместе с персонажами Ветхого завета (например, в средневековом соборе испанского города Самора); Данте сделал его из-за такой репутации своим проводником по загробному миру в «Божественной комедии».
Писатели эпохи Возрождения активно развивали буколическую традицию. Сюжеты и персонажей эклог использовали Петрарка, Боккаччо, Якопо Саннадзаро (роман «Аркадия», 1504 год), Гарсиласо де ла Вега, Клеман Маро, Торквато Тассо (драма «Аминта», 1573 год), Филип Сидни, Мигель де Сервантес (роман «Галатея», 1585 год), Баттиста Гуарини («пастушеская трагикомедия» «Верный пастух», 1601 год). В XVII веке на том же материале расцвёл французский пасторальный роман: в этом жанре работали Оноре д’Юрфе (его роман «Астрея» снискал громадный успех) и Мадлен де Скюдери. «Пастушеские» стихи писали Джон Мильтон и Александр Поуп, пасторали в прозе — Соломон Гесснер. В самом конце XVIII века написал свои «Буколики» Андре Шенье.
Владимир Набоков считал, что «вялый Вергилий с его бледными педерастами» перехвален и всецело зависим от эстетики Феокрита. Однако он признавал, что многие поколения европейских поэтов были очарованы его эклогами, где «то один, то другой пастух (если он не сожигаем страстью к подпаску, который его моложе) ухаживает за какой-нибудь пастушкой».